# Блан (монета)
Блан (от фр. blanc — белый) — старинная французская монета, впервые битая при Филиппе Валуа в 1340 году для замены турских грошей (фр. gros tournois — гро турнуа). Название это она получила по цвету своего металла, серебра.
Бланы первоначально были высокопробные, но качество их металла мало-помалу понижали, и ко времени изъятия из обращения это была низкопробная биллонная монета. Они делились на гро-бланы (при выпуске = 10 денье) и пети-бланы (5 денье). К концу XV века ценность их несколько поднялась.
Часто бланы имели на лицевой стороне особое изображение, от которого и получали добавочное название. Так, они чеканились с изображением:
- лилии (фр. Blan á la fleur de lis) — в 1340 году;
- короны (Blan á la couronne) — в 1354 году;
- звезды (Blan á l’etoile) — в 1359 году;
- лилий на щите (Blan aux fleurs de lis) — в 1359 году;
- солнца (Blan soleil) — в 1475 году;
- саламандры (Blan à la salamandre) — в 1540 году;
- с другими изображениями.